# Bendals
Bendals ist eine Siedlung in der Parish of Saint John im Zentrum der Insel Antigua, im Staat Antigua und Barbuda.

## Lage und Landschaft
Bendals liegt im Zentrum der Insel, eingebettet zwischen dem Greencastle Hill National Park und dem Body Ponds Nature Park. Im Südwesten des Ortes erheben sich die Berge McNish Mountain (320 m) und Rock Peak (283 m), während im Westen Green Castle Hill (140 m) und Green Hill (40 m) aus der Ebene aufsteigen. dort gibt es einen Kalksteinbruch. Im Norden schließt sich Saint Lukes an.
Zur Volkszählung 2001 hatte Bendals 1036 Einwohner.
Im Ort gibt es die Kirchen Zion Church Of God Bendals, Church of Christ und St. Luke Anglican Church.